# (4087) Pärt
(4087) Pärt ist ein Hauptgürtelasteroid, der am 5. März 1986 von Ted Bowell vom Lowell-Observatorium aus entdeckt wurde.
Der Asteroid wurde am 8. Juli 1990 nach dem estnischen Komponisten Arvo Pärt (* 1935) benannt.